# Trans-activating crRNA

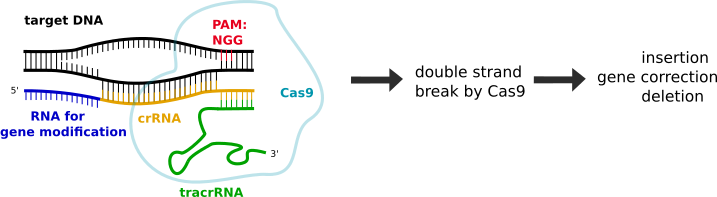
tracrRNA bei Cas9 (grün)

Trans-activating crRNA (tracrRNA) ist eine RNA, die in Bakterien als Bestandteil des antiviralen adaptiven Immunsystems CRISPR vorkommt und zur CRISPR/Cas-Methode, CRISPRi und CRISPRa verwendet wird.

## Eigenschaften
Die tracrRNA wird trans codiert. Sie wurde erstmals 2011 bei Streptococcus pyogenes beschrieben. Die tracrRNA bindet per Basenpaarung an die crRNA und ist Bestandteil des Ribonukleoproteinkomplexes der meisten Cas-Proteine (beispielsweise Cas9, Cas12b). Der RNA-Doppelstrang aus crRNA und tracrRNA wird über einen Schnitt durch die RNase III in die aktive Form überführt und dient dem CRISPR/Cas als Adapter zur Bindung der zu schneidenden Ziel-DNA. Zur Vereinfachung der Verwendung in einer CRISPR-basierten Methode wie die CRISPR/Cas-Methode, CRISPRi und CRISPRa wird meistens anstatt der beiden RNA (tracrRNA und crRNA) eine sgRNA verwendet.

### tracrRNA-Sequenzen
| Typ                                                | Sequenz |
| -------------------------------------------------- | --- |
| Streptococcus pyogenes tracrRNA (Cas9)             | 5'-GUUGGAACCAUUCAAAACAGCAUAGCAAGUUAAAAUAAGGCUAGUCCGUUAUCAACUUGAAAAAGUGGCACCGAGUCGGUGCUUUUU-3'                    |
| Streptococcus pyogenes tracrDNA (Cas9)             | 5'-GTTGGAACCATTCAAAACAGCATAGCAAGTTAAAATAAGGCTAGTCCGTTATCAACTTGAAAAAGTGGCACCGAGTCGGTGCTTTTT-3'                    |
| Staphylococcus aureus tracrRNA (Cas9)              | 5'-AUUGUACUUAUACCUAAAAUUACAGAAUCUACUAAAACAAGGCAAAAUGCCGUGUUUAUCUCGUCAACUUGUUGGCGAGAUUUUU-3'                      |
| Staphylococcus aureus tracrDNA (Cas9)              | 5'-ATTGTACTTATACCTAAAATTACAGAATCTACTAAAACAAGGCAAAATGCCGTGTTTATCTCGTCAACTTGTTGGCGAGATTTTT-3'                      |
| Streptococcus thermophilus tracrRNA                | 5'-CUUACACAGUUACUUAAAUCUUGCAGAAGCUACAAAGAUAAGGCUUCAUGCCGAAAUCAACACCCUGUCAUUUUAUGGCAGGGUGUUUU-3'                  |
| Streptococcus thermophilus tracrDNA                | 5'-CTTACACAGTTACTTAAATCTTGCAGAAGCTACAAAGATAAGGCTTCATGCCGAAATCAACACCCTGTCATTTTATGGCAGGGTGTTTT-3'                  |
| Corynebacterium diphtheriae tracrRNA               | 5'-AGUCACUAACUUAAUUAAAUAGAACUGAACCUCAGUAAGCAUUGGCUCGUUUCCAAUGUUGAUUGCUCCGCCGGUGCUCCUUAUUUUUAAGGGCGCCGGCUUUCUU-3' |
| Corynebacterium diphtheriae tracrDNA               | 5'-AGTCACTAACTTAATTAAATAGAACTGAACCTCAGTAAGCATTGGCTCGTTTCCAATGTTGATTGCTCCGCCGGTGCTCCTTATTTTTAAGGGCGCCGGCTTTCTT-3' |
| Alicyclobacillus acidoterrestris tracrRNA (Cas12b) | 5'-GUCUAGAGGACAGAAUUUUUCAACGGGUGUGCCAAUGGCCACUUUCCAGGUGGCAAAGCCCGUUGAGCUUCUCAAAAAA-3'                            |
| Alicyclobacillus acidoterrestris tracrDNA (Cas12b) | 5'-GTCTAGAGGACAGAATTTTTCAACGGGTGTGCCAATGGCCACTTTCCAGGTGGCAAAGCCCGTTGAGCTTCTCAAAAAA-3'                            |